# ココ・オースティン
ニコル・ナタリー・マロー（Nicole Natalie Marrow、旧姓:オースティン、1979年3月17日 - ）はアメリカ合衆国の女優、ダンサー、グラマー・モデル、ウェブ・パーソナリティ。一般的には、ココ・オースティン、ココ、ココ・マリー・オースティン、ココ・マリー、ココ-Tなどの芸名で知られている。彼女は、2002年1月にラッパー兼俳優のアイス-Tと結婚した。